# Новый Субай
Новый Субай (баш. Яңы Субай) — село в Нуримановском районе Башкортостана. Административный центр Новосубаевского сельсовета.

## География
Село находится в лесистой местности в предгорьях хребта Каратау, на берегу реки Казнаташ, вблизи места её впадения в Салдыбаш.

### Географическое положение
Расстояние до:
- районного центра (Красная Горка): 24 км,
- ближайшей ж/д станции (Иглино): 74 км.

## Население
| 2002 | 2009 | 2010 |
| ---- | ---- | ---- |
| 385  | ↗394 | ↘346 |

### Национальный состав
Согласно переписи 2002 года, преобладающие национальности — татары (52 %), башкиры (31 %).

## Транспорт
Имеется тупиковая подъездная дорога от Красной Горки (от автодороги Уфа — Иглино — Павловка).